# Cloudco Entertainment
Those Characters from Cleveland, LLC, oficialmente negociados como Cloudco Entertainment e anteriormente como AG Properties e American Greetings Entertainment, é uma empresa americana que anteriormente era negociada como antiga divisão de marcas de personagens da American Greetings. A empresa é as propriedades incluindo Care Bears, Holly Hobbie, Madballs, Buddy Thunderstruck, Tinpo, The Get Along Gang e Boy Girl Dog Cat Mouse Cheese.

## História

### Como a Those Characters from Cleveland (1980)
Holly Hobbie estreou em 1967 como uma linha de cartões comemorativos da American Greetings. A Knickerbocker Toy Co. fabricou bonecas Holly Hobbie de pelúcia de 1968 a 1983. O apelo público do personagem levou à formação de Those Characters From Cleveland, Inc. Em 1972, a empresa apresentou Ziggy, criado por Tom Wilson, que logo teve uma tira de jornal gerando uma renda adicional significativa. A Universal Press mais tarde comprou os direitos criativos. Em 1977, Holly Hobbie se tornou uma das principais personagens femininas licenciadas do mundo.
A Those Characters From Cleveland foram iniciados por Tom Wilson em nome da American Greetings em 1981 para lidar com seus negócios de licenciamento. A primeira propriedade da Those Characters foi Strawberry Shortcake (Moranguinho, no Brasil), que gerou em 1981, $ 500 milhões em vendas no varejo, seguido por Care Bears (Ursinhos Carinhosos, no Brasil) com $2 bilhões em vendas nos primeiros dois anos. Care Bears foram anunciados em 1982 com M.A.D., o serviço de Marketing e Design do grupo de brinquedos da General Mills, e lançados na primavera de 1983 com brinquedos com um especial de TV sindicado.
Com o lançamento da série de cartões colecionáveis Garbage Pail Kids da Topps em 1985, Ralph Shaffer, vice-presidente sênior e chefe criativo da From Cleveland, criou as Madballs, bolas com rostos desfigurados. A AmToy, outra subsidiária da American Greetings, lançou-os como brinquedos em 1986 e alcançou o 4º lugar na lista de brinquedos mais vendidos em setembro daquele ano.
Com a Mattel, Those Characters From Cleveland lançaram os Popples em 1986. Em 1986. Em 1987, Those Characters saíram com quatro variantes de pelúcia que fazem mais do que apenas abraçar, mas jogáveis, a serem introduzidas em 1988 por três empresas de brinquedos.

### Como AG Properties (Anos 2000-2015)
A AG Properties, em 2001, nomeou a DIC Entertainment como agente de licenciamento da Strawberry Shortcake.
Com a fusão da DIC com a Cookie Jar, transferindo assim os direitos, a empresa processou. No acordo, a AG concordou em vender os personagens de combate ao crime da Strawberry Shortcake, Care Bears e Sushi Pack para Cookie Jar por US $195 milhões com pagamento devido em 30 de setembro de 2008. Cookie Jar não conseguiu o financiamento, mas continuou a reivindicar têm direitos de licenciamento da Strawberry Shortcake. AG encontrou um novo comprador da Strawberry Shortcake e Care Bears em MoonScoop, enquanto se acertou com Cookie Jar com AG para comprar seus direitos da Strawberry Shortcake. A MoonScoop deveria pagar parte do preço de compra para permitir que a AG pagasse a Cookie Jar por seus direitos. Perdendo esse prazo, a AG desistiu do acordo enquanto a MoonScoop tentava concluir o acordo até o prazo de pagamento total de 7 de junho de 2009. A MoonScoop processou com a American Greetings vencendo o caso em novembro de 2012.
A AG Properties em 19 de setembro de 2012 tornou-se agente de licenciamento global para The WotWots da Pukeko Pictures, pois sublicenciou a propriedade para EXIM Licensing Group na região da América Latina, Segal Licensing no Canadá, Stella Projects na região da Austrália e Nova Zelândia.
Sean Gorman foi promovido a presidente da AG Properties em junho de 2013 com o mandato de adicionar franquias para meninos. Gorman foi contratado em 2007 como vice-presidente de produção e desenvolvimento de entretenimento.
Em 2006, o designer sênior Jeff Harter lançou Packages from Planet X e Boy Girl Dog Cat Mouse Cheese para a AG Properties. Packages from Planet X eventualmente foram licenciados e produzidos para o Disney XD pela DHX Media em Vancouver e Disney e estreou em 13 de julho de 2013. Boy Girl Dog Cat Mouse Cheese passaria muitos anos em desenvolvimento antes de CBBC e Gulli co-encomendar a série em outubro de 2018, que é co-produzida com Watch Next Media na França e Kavaleer Productions na Irlanda, e estreou em 2019. Em janeiro de 2012, a American Greetings Properties e o agente de licenciamento internacional Exim Licensing Group assinaram um contrato de publicação da Holly Hobbie com a V&R Editoras para a maior parte da América Latina e Caribe.
A AG Properties licenciou Lion Forte Comics para os títulos Care Bears, Madball e Packages from Planet X sob sua marca e para todas as idades para lançamento no final de 2014.
Em 3 de fevereiro de 2015, o Iconix Brand Group assinou um acordo definitivo para adquirir a marca Strawberry Shortcake e ativos intangíveis relacionados da AG Properties por US$ 105 milhões. Em fevereiro de 2015, a DHX Media (agora WildBrain) acabaria adquirindo a franquia em 2017 como parte de sua compra dos ativos de entretenimento da Iconix, que também incluíam uma participação majoritária de 80% na Peanuts Worldwide, a propriedade do Peanuts.

### Como a American Greetings Entertainment (2015–2018)
Em 6 de outubro de 2015, a American Greetings mudou o nome da unidade para American Greetings Entertainment como uma indicação de uma mudança de foco para a propriedade Care Bears, juntamente com propriedades adicionais de vários personagens e entretenimento. Em 11 de outubro, a empresa recém-renomeada anunciou Buddy Thunderstruck, uma série animada em stop-motion co-produzida com Stoopid Buddy Stoodios que estrearia na Netflix em 2017.
Em maio de 2016, a produtora irlandesa Sixteen South nomeou a American Greetings Entertainment a distribuidora mundial de Claude, uma adaptação para série de TV animada da série de livros ilustrados de Alex T. Smith. Em 17 de outubro de 2016, a empresa anunciou uma parceria com a Gaumont Animation para relançar Herself the Elf com uma nova série de televisão que as duas empresas iriam co-desenvolver, co-produzir e co-distribuir.
Em 13 de outubro de 2017, a emissora pré-escolar britânica CBeebies deu sinal verde para uma série de televisão Tinpo, que seria co-produzida pela Dentsu, OLM Digital e Sprite Animation Studios, para um lançamento no final de 2018 na emissora.
Em abril de 2018, o Hulu encomendou uma série de televisão live-action Holly Hobbie pela Aircraft Pictures. Em maio de 2018, um anúncio exibido na Licensing Expo apresentou novos redesenhos de Care Bears para uma nova série de televisão que estrearia no final de 2018.

### Como Cloudco Entertainment (2018–2023)
Em 6 de abril de 2018, a família Weiss anunciou que venderia a participação majoritária da American Greetings para a empresa de investimentos americana Clayton Dubilier & Rice. A propriedade da American Greetings Entertainment foi totalmente mantida pela família Weiss e, assim, em 28 de agosto de 2018, a empresa foi desmembrada da American Greetings como Cloudco Entertainment, tornando-se uma empresa independente. A gestão anterior foi mantida, incluindo o presidente Sean Gorman.
Em 6 de setembro, a nova série animada de Care Bears  foi planejada anteriormente na exposição de licenciamento seria chamada Care Bears: Unlock the Magic e estrearia no serviço de aplicativo móvel Boomerang em janeiro de 2019. Em 20 de setembro de 2018, a Cloudco anunciou que havia aberto um escritório no Reino Unido.
Em 24 de junho de 2019, a Arts Music (a divisão da Warner Music Group) lançou o selo licenciado Cloudco Entertainment com o lançamento da atual música tema do programa Holly Hobbie como parte de um acordo de várias temporadas.
Em janeiro de 2021, a Cloudco anunciou que se juntaria à Topps para criar uma nova gama de brinquedos que cruza as franquias Madballs da Cloudco e Garbage Pail Kids da Topps.  Em 16 de março de 2021, Cloudco e Marblemedia anunciaram que se uniriam para co-produzir uma nova série de comédia live-action chamada Overlord and the Underwoods. No mesmo dia, foi confirmado que o programa havia sido escolhido pela Nickelodeon internacionalmente, ITV no Reino Unido, CBC no Canadá e BYUtv nos Estados Unidos.

### Aquisição pelo IVEST Consumer Partners (2023–presente)
Em 24 de agosto de 2023, foi anunciado que a empresa canadense  do capital privado IVEST Consumer Partners havia comprado a Cloudco Entertainment por US$ 100 milhões. As intenções da IVEST com a Cloudco é colocar um foco principal na franquia Care Bears e transformá-la em um grande nome familiar. Outros planos incluem a utilização de propriedades existentes da Cloudco para o desenvolvimento de novos conteúdos, produção de novos IP, bem como a utilização da Cloudco para adquirir e licenciar outras propriedades que a IVEST possa adquirir.

## Propriedades

### Atualmente
| Título                        | Ano                                         |
| ----------------------------- | ------------------------------------------- |
| Boy Girl Dog Cat Mouse Cheese | 2006                                        |
| Buddy Thunderstruck           | 2015 (co-criado com Stoopid Buddy Stoodios) |
| Care Bears                    | 1981                                        |
| The Get Along Gang            | 1983                                        |
| Holly Hobbie                  | 1967                                        |
| Herself the Elf               |                                             |
| Lady Lovely Locks             | 1987                                        |
| Madballs                      | 1985                                        |
| Maryoku Yummy                 | 2001                                        |
| Overlord and the Underwoods   | 2021                                        |
| Packages from Planet X        | 2006                                        |
| Sushi Pack                    | 2006                                        |
| Tinpo                         | 2007                                        |
| Twisted Whiskers              | 2001                                        |

### Propriedade desconhecida
| Título            | Ano  |
| ----------------- | ---- |
| Brush-a-Loves     | 1987 |
| FlopaLots         | 1987 |
| Nosy Bears        | 1987 |
| Peppermint Rose   | 1990 |
| Special Blessings | 1987 |

### Vendido
| Título               | Ano  | Vendido |
| -------------------- | ---- | --- |
| My Pet Monster       | 1986 | Vendido para a Saban Brands em 2012, agora de propriedade da Entertainment One/Hasbro.                           |
| Pooples              | 1986 | Introduzido com a Mattel, vendido para a Saban Brands em 2012, agora de propriedade da Entertainment One/Hasbro. |
| Strawberry Shortcake | 1980 | Vendido para Iconix Brand Group em 2015, agora propriedade da WildBrain.                                         |
| Ziggy                | 1972 | Vendido em 2011.                                                                                                 |

## Séries de televisão

### Como Those Characters From Cleveland
- The Get Along Gang (1984, co-produção com DIC Audiovisuel)
- Care Bears (1985, co-produção com DIC Audiovisuel e LBS Communications)
- The Care Bears Family (1986–88, co-produção com Nelvana)
- My Pet Monster (1986-88, co-produção com Nelvana)
- Popples (1986–1988, co-produção com DIC Enterprises)
- Lady Lovely Locks (1987, co-produção DIC Enterprises)
- Ring Raiders (1989, co-produção com DIC Enterprises)

### Como AG Properties/American Greetings Entertainment
- Strawberry Shortcake (2003–08, co-produção com DIC Entertainment Corporation)
- Care Bears: Adventures in Care-a-lot (2007–08, co-produção com SD Entertainment)
- Tinpo Curtas (2007–08)
- Sushi Pack (2007–09, co-produção com Studio Espinosa, Tom Ruegger Productions, CloudCo, Inc., The Hatchery, LLC, DIC Entertainment Corporation (1ª Temporada) e Cookie Jar Entertainment (2ª Temporada))
- Strawberry Shortcake's Berry Bitty Adventures (2010–15, co-produção com MoonScoop Group)
- Maryoku Yummy (2010, co-produção com DQ Entertainment e Telegael)
- The Twisted Whiskers Show (2010, co-produção com DQ Entertainment, MoonScoop, LLC, CloudCo, Inc., and Telegael)
- Care Bears: Welcome to Care-a-Lot (2012, co-produção com MoonScoop Group)
- Packages from Planet X (2013–14, co-produção com DHX Media)
- Care Bears & Cousins (2015–16, co-produção com Splash Entertainment)
- Buddy Thunderstruck (2017, co-produção com Stoopid Buddy Stoodios)

### Como Cloudco Entertainment
- Holly Hobbie (2018–presente, co-produção com Aircraft Pictures)
- Tinpo (2018–presente, co-produção com Dentsu, Sprite Entertainment and OLM Digital)
- Care Bears: Unlock the Magic (2019–presente, co-produção com Copernicus Studios e Boomerang)
- Boy Girl Dog Cat Mouse Cheese (2019–presente, co-produção com WatchNext Media e Kavaleer Productions)
- Overlord and the Underwoods (2021–presente, co-produção com Marblemedia e Canfro Productions)

## Especiais de televisão
- The World of Strawberry Shortcake (1980, co-produção com Muller/Rosen, Murakami-Wolf-Swenson, Toei Doga e RLR Associates)
- Strawberry Shortcake in Big Apple City (1981, co-produção com Muller/Rosen, Perpetual Motion Pictures e RLR Associates)
- Strawberry Shortcake: Pets on Parade (1982, co-produção com Muller/Rosen, Murakami-Wolf-Swenson e Toei Doga)
- Strawberry Shortcake: Housewarming Surprise (1983, co-produção com MAD Productions e Nelvana)
- The Magic of Herself the Elf (1983, co-produção com Nelvana e Scholastic Entertainment)
- The Care Bears in the Land Without Feelings (1983, co-produção com Atkinson Film-Arts)
- Strawberry Shortcake and the Baby Without a Name (1984, co-produção com MAD Productions e Nelvana)
- The Care Bears Battle the Freeze Machine (1984, co-produção com Atkinson Film-Arts e MAD Productions)
- The Get Along Gang (1984, co-produção com Nelvana)
- Strawberry Shortcake Meets the Berrykins (1985, co-produção com Nelvana)
- Care Bears Nutcracker Suite (1987, co-produção com Nelvana)
- Peppermint Rose (1993, co-produção com Muller Stratford Productions)